# Centranthera scoparia
Centranthera scoparia är en snyltrotsväxtart som beskrevs av Bonati. Centranthera scoparia ingår i släktet Centranthera och familjen snyltrotsväxter. Inga underarter finns listade i Catalogue of Life.